# Loxodera caespitosa
Loxodera caespitosa är en gräsart som först beskrevs av Charles Edward Hubbard, och fick sitt nu gällande namn av Bryan Kenneth Simon. Loxodera caespitosa ingår i släktet Loxodera och familjen gräs. Inga underarter finns listade i Catalogue of Life.